# Rainer Hudemann
 (avril 2019).
Rainer Hudemann, né le 6 juillet 1948 à Heidelberg, est un historien allemand, spécialiste de la France, de l’Allemagne et des relations entre les deux pays, où il a étudié et fait carrière.

## Biographie
Rainer Hudemann étudie de 1967 à 1973 l’histoire, le français et la science politique à Heidelberg, Kiel, Paris et Trèves. En 1976, il soutient à Trèves sa thèse de doctorat sur le développement du système de partis au début de la IIIè République, puis, en 1984, sa thèse d’habilitation avec un mémoire traitant de la politique sociale dans le Sud-Ouest de l’Allemagne entre 1945 et 1953. De 1984 à 1985, il est professeur associé à l’université de Heidelberg. À partir de 1985 et jusqu’à son éméritat en 2013, il enseigne comme professeur d’histoire contemporaine à l’université de la Sarre, avec un accent particulier sur l’histoire de l’Europe de l’Ouest ; de 1992 à 1994, il est vice-président délégué à la formation ; de 2009 à 2010, il dirige le centre de recherches sur la France (Frankreichzentrum). Durant ces années, il est aussi professeur invité : en 1995, à l'université hébraïque de Jérusalem ; en 1995-96 à l’Institut d’Études Politiques de Paris, ainsi qu’en 1999 et en 2002. En 2010, il est élu professeur d’histoire contemporaine de l’Allemagne et des pays germaniques à l’université Paris-Sorbonne ; pendant trois ans, il partage son temps entre son université française et son université allemande ; il devient émérite à Paris en 2015.
Rainer Hudemann est fait en octobre 1998 docteur honoris causa de l’université de Metz. En février 2002, il atteint le grade d’officier dans l’ordre des Palmes académiques, avant de devenir commandeur en juillet 2013 ; en juillet 2005, il devient officier de l’ordre national du Mérite.

### Monographies
- Fraktionsbildung im französischen Parlament. Zur	Entwicklung des Parteiensystems in der frühen Dritten Republik	(1871–1875). Avec une table des matières en français (=	Francia. Beihefte. 8). Artemis-Verlag, Zürich u. a. 1979,	 (ISBN 3-7608-4658-0) (Zugleich: Trier, Universität, Dissertation,	1977), en ligne sur perspectivia.net
- Sozialpolitik im deutschen	Südwesten zwischen Tradition und Neuordnung 1945–1953.	Sozialversicherung und Kriegsopferversorgung im Rahmen französischer	Besatzungspolitik (= Veröffentlichungen der Kommission des	Landtages für die Geschichte des Landes Rheinland-Pfalz. Bd.	10). von Hase & Koehler, Mainz 1988,  (ISBN 3-7758-1177-X) (Zugleich: Trier, Universität,	Habilitations-Schrift, 1984).

### Ouvrages collectifs
- Armin Heinen et Rainer Hudemann (dir.), Universität des Saarlandes 1948–1988, Sarrebruck, Buch- und Kunstverlag der Ottweiler Druckerei, 2e éd. 1989 [1988].
- Rainer Hudemann et Rolf Wittenbrock (dir.), Stadtentwicklung im deutsch-französischluxemburgischen Grenzraum (19. und 20. Jahrhundert). Développement urbain dans la région frontalière France-Allemagne-Luxembourg (XIXe et XXe siècles), Sarrebruck, Saarbrücker Druckerei und Verlag, 1991.
- Hasso Spode, Günter Morsch, Heinrich Volkmann et Rainer Hudemann, Statistik der Arbeitskämpfe in Deutschland. Deutsches Reich 1936/37, Westzonen und Berlin 1945–1948, Bundesrepublik Deutschland 1949–1980, St. Katharinen, Scripta-Mercaturae-Verlag, 1992.
- Rainer Hudemann et Raymond Poidevin (dir.), Die Saar 1945–1955. Ein Problem der europäischen Geschichte – La Sarre 1945–1955. Un problème de l'histoire européenne, Munich, Oldenbourg, 2e éd. 1995 [1992].
- Rainer Hudemann et Georges-Henri Soutou (dir.), Eliten in Deutschland und Frankreich im 19. und 20. Jahrhundert – Strukturen und Beziehungen. Élites en France et en Allemagne aux XIXe et XXe siècles – Structures et relations, t.1, Munich, Oldenbourg, 1994.
- Louis Dupeux, Rainer Hudemann et Franz Knipping (dir.), Eliten in Deutschland und Frankreich im 19. und 20. Jahrhundert – Strukturen und Beziehungen. Élites en France et en Allemagne aux XIXe et XXe siècles – Structures et relations, t.2, Munich, Oldenbourg, 1996.
- Rainer Hudemann, Hartmut Kaelble et Klaus Schwabe (dir.), Europa im Blick der Historiker. Europäische Integration im 20. Jahrhundert: Bewusstsein und Institutionen, Munich, Oldenbourg, 1995.
- Rainer Hudemann, Burkhard Jellonnek et Bernd Rauls (dir.), Grenz-Fall. Das Saarland zwischen Frankreich und Deutschland 1945–1960, St. Ingbert, Röhrig, 1997.
- Rainer Hudemann et François Walter (dir.), Villes et guerres mondiales en Europe au XXe siècle – Towns and World Wars in Twentieth Century Europe – Europäische Städte und Weltkriege im 20. Jahrhundert, Paris, L'Harmattan, 1997.
- Christof Dipper, Rainer Hudemann et Jens Petersen (dir.), Faschismus und Faschismen im Vergleich. Wolfgang Schieder zum 60. Geburtstag, Cologne, SH-Verlag, 1998.
- Rainer Hudemann et Alfred Wahl (dir.), Lorraine et Sarre depuis 1871 – Perspectives transfrontalières. Lothringen und Saarland seit 1871 – Grenzüberschreitende Perspektiven, Metz, Centre de Recherche Histoire et Civilisation de l'Université de Metz, 2001.
- Rainer Hudemann (dir.), Stätten grenzüberschreitender Erinnerung – Spuren der Vernetzung des Saar-Lor-Lux-Raumes im 19. und 20. Jahrhundert. Lieux de la mémoire transfrontalière – Traces et réseaux dans l'espace Sarre-Lor-Lux aux 19e et 20e siècles, Sarrebruck, 3e ed. 2009 [2002], www.memotransfront.uni-saarland.de.
- Hans-Walter Herrmann, Rainer Hudemann et Eva Kell (dir.), Forschungsaufgabe Industriekultur. Die Saarregion im Vergleich, Sarrebruck, Kommission für Saarländische Landesgeschichte und Volksforschung, 2004.
- Hélène Miard-Delacroix et' Rainer Hudemann (dir.):, Wandel und Integration. Deutsch-französische Annäherungen der fünfziger Jahre – Mutations et intégration. Les rapprochements franco-allemands dans les années cinquante, Munich, Oldenbourg, 2005.
- en collaboration avec Armin	Heinen: Das Saarland zwischen Frankreich, Deutschland und	Europa 1945–1957. Ein Quellen- und Arbeitsbuch (=	Veröffentlichungen der Kommission für Saarländische	Landesgeschichte und Volksforschung. 41). Mit einer CD-ROM von	Susanne Dengel. Kommission für Saarländische Landesgeschichte,	Saarbrücken 2007,  (ISBN 978-3-939150-02-2).
- Rainer Hudemann et Manfred Schmeling (dir.): Die ,Nation‘ auf dem Prüfstand – La ,Nation‘ en question – Questioning the ,Nation‘, Berlin, Akademie-Verlag, 2009.

- « Evakuirungen im Europa der Weltkriege. Les évacuations dans l’Europe des guerres mondiales », actes du colloque de 2013, co-dir. Johannes Grossmann, Fabian Lemmes, Nicholas Williams, Olivier Forcade, Rainer Hudemann, Berlin, Metropol Verlag, 2014, 288 p.
- « Exils intérieurs. Les évacuations à la frontière franco-allemandes en 1939-1940 », (co-dir.) Olivier Forcade, Mathieu Dubois, Johannes Grossmann, Fabian Lemmes, Rainer Hudemann, Paris, PUPS, 2017, 397 p.